# NGC 252
NGC 252 là một thiên hà dạng hạt đậu nằm trong chòm sao Tiên Nữ. Nó được phát hiện bởi William Herschel vào năm 1786.